# Kepoh (Jati)
Kepoh is een bestuurslaag in het regentschap Blora van de provincie Midden-Java, Indonesië. Kepoh telt 3241 inwoners (volkstelling 2010).